# Белохолмское сельское поселение
Белохолмское сельское поселение — упразднённое муниципальное образование в составе Глинковского района Смоленской области России. Административный центр — деревня Белый Холм.
Образовано законом от 2 декабря 2004 года. Упразднено законом от 20 декабря 2018 года с включением всех входивших в его состав населённых пунктов  в Доброминское сельское поселение.
Главой поселения и Главой администрации является Терешкова Ольга Владимировна.

## Географические данные
- Общая площадь: 219,11 км²
- Расположение: восточная часть Глинковского района
- Граничит:
  - на севере — с Доброминским сельским поселением
  - на востоке — с Глинковским сельским поселением
  - на юго-востоке — с Болтутинским сельским поселением
  - на юге и юго-западе — с  Починковским районом
  - на западе — с  Кардымовским районом
  - По территории поселения проходит железная дорога Смоленск - Сухиничи, имеется станция Клоково.
- Крупные реки: Днепр, Волость.

## Население
| 2011 | 2012 | 2013 | 2014 | 2015 | 2016 | 2017 |
| ---- | ---- | ---- | ---- | ---- | ---- | ---- |
| 371  | ↘354 | ↘339 | ↘338 | ↘327 | →327 | ↘324 |
| 2018 | 2019 |      |      |      |      |      |
| ↘301 | ↘291 |      |      |      |      |      |

## Населённые пункты
В состав поселения входили следующие населённые пункты:
- Белый Холм, деревня
- Болотово, деревня
- Воротнино, деревня
- Дубосище, деревня
- Дубосище, село
- Козлово, деревня
- Конщино, деревня
- Ляхово, деревня
- Орлово, деревня
- Першиково, деревня
- Тимошово, деревня
- Хлопнино, деревня

Общая численность населения — 505 человек.